# IC 456
IC 456 — галактика типу SB0 (компактна витягнута галактика) у сузір'ї Великий Пес.
Цей об'єкт міститься в оригінальній редакції індексного каталогу.